# Аль-Андалус

Территориальное деление Иберийского полуострова около 1031 года

Аль-А́ндалус (араб. الأَنْدَلُس‎) — название, под которым была известна так называемая «мусульманская Испания», территория Пиренейского полуострова во времена мусульманского владычества в Средние века (711—1492). Иногда применялось как общее обозначение всех государств региона, независимо от их религиозно-политической принадлежности. Этимологически связывается с именем народа вандалов, некогда обитавших на этой территории; от него происходит испанское название Андалусия, закрепившееся за землями Южной Испании, составлявшими ядро крупнейших мусульманских государств полуострова. Последним мусульманским государством на территории Испании был Гранадский эмират, покорённый христианами в 1492 году. В XV веке Реконкиста была завершена и христиане начали вторжение на мусульманские территории Северной Африки, а также поиски новых земель для завоевания за Океаном.
В различные периоды своей истории Аль-Андалус занимал территорию северо-западной части Пиренейского полуострова и часть современной южной Франции, Септиманию (VIII век), и в течение почти столетия (IX—X века) расширил свой контроль из Фраксинета над альпийскими перевалами, которые связывают Италию с остальной частью Западной Европы. Название в широком смысле описывает части полуострова, управляемые мусульманами (получившими общее название «мавры») в разное время между 711 и 1492 годами, хотя, по мере продвижения Реконкисты границы постоянно менялись, и в итоге сузились к югу до зависимого (вассального) Гранадского эмирата.
После завоевания Испании Омейядами, Аль-Андалус, в наибольшей степени, был разделён на 5 административных единиц, примерно соответствующих современной Андалусии, Португалии и Галисии, Кастилии и Леону, Арагону и Каталонии, и Септимании. На территории Аль-Андалуса последовательно существовали такие политические образования как провинция Омейядского халифата, Кордовский эмират (750—929); Кордовский халифат (929—1031); и различные тайфы (до 1492 года). Правление под этими царствами привело к росту культурного обмена и сотрудничества между мусульманами и христианами. Христиане и иудеи облагались особым налогом в пользу государства, называемым джизьей, которое, в свою очередь, обеспечивало внутреннюю автономию в отправлении религиозных обрядов и обеспечивало тот же уровень защиты со стороны мусульманских правителей. Однако джизья была не только налогом, но и символическим выражением подчинения.
При Кордовском халифате Аль-Андалус был лидером в образовании, а город Ко́рдова, крупнейший в Европе, стал одним из ведущих культурных и экономических центров в Средиземноморском бассейне, Европе и исламском мире. Достижения передовой исламской и западной науки пришли из Аль-Андалуса, в том числе крупные достижения в области тригонометрии (Geber Hispalensis), астрономии (Arzachel), хирургии (Abulcasis), фармакологии (Avenzoar), агрономии (Ибн Бассаль и Ибн аль-Аввам) и других сферах деятельности. Аль-Андалус стал крупным образовательным центром Европы и земель вокруг Средиземного моря, а также проводником культурного и научного обмена между исламским и христианским миром.
Большую часть своей истории Аль-Андалус существовал в конфликте с христианскими королевствами на севере. После падения Омейядского халифата Аль-Андалус был раздроблен на второстепенные государства и княжества. Нападения христиан усилились при Альфонсо VI. Империя Альморавидов вмешалась и отразила нападения христиан на регион, свергнув слабых мусульманских князей Аль-Андалуса. В следующие полтора столетия Аль-Андалус стал провинцией берберских мусульманских империй Альморавидов и Альмохадов, базирующихся в Марракеше.
В конечном итоге христианские королевства на севере Пиренейского полуострова одолели мусульманские государства на юге. В 1085 году Альфонсо VI захватил Толедо, начав постепенный упадок мусульманской власти. С падением Кордовы в 1236 году большая часть юга быстро попала под христианское правление, а 2 года спустя Гранадский эмират стал платить дань Королевству Кастилия. В 1249 году португальская Реконкиста завершилась завоеванием Алгарве Афонсу III Булонским, оставив Гранаду в качестве последнего мусульманского государства на Пиренейском полуострове. Наконец, 2 января 1492 года эмир Мухаммед XII сдал Гранадский эмират королеве Изабелле I Кастильской, завершив Христианскую Реконкисту полуострова.

## Этимология
Топоним Аль-Андалус впервые засвидетельствован надписями на монетах, отчеканенных в 716 году новым мусульманским правительством Иберии. Эти монеты, называемые «динарами», были надписаны на латинском и арабском языках. Этимология названия «аль-Андалус» традиционно происходит от названия вандалов; однако предложения, выдвигавшиеся с 1980-х годов, поставили под сомнение эту традицию. В 1986 году Хоакин Вальве (Joaquín Vallvé) предположил, что «аль-Андалус» является искажением названия Атлантида, Хайнц Халм в 1989 году предположил, что название происходит от готического термина «ландахлаутс» (landahlauts), а Георг Боссонг в 2002 году предложил, что название происходит из доримского субстрата.

## История

### Провинция Омейядского Халифата
Во время правления Омейядского халифа аль-Валида I командующий Тарик ибн Зияд возглавил небольшую группу, которая высадилась в Гибралтаре 30 апреля 711 года, якобы для вмешательства в вестготскую гражданскую войну. После решительной победы над королём Родериком в битве при Гвадалете 19 июля 711 года Тарик ибн Зияд, к которому присоединился арабский губернатор Муса ибн Нусайр из Ифрикии, в течение семилетней кампании привёл большую часть Вестготского королевства под оккупацию мусульман. Они пересекли Пиренеи и заняли вестготскую Септиманию на юге Франции.
Большая часть Пиренейского полуострова стала частью расширяющейся империи Омейядов под названием Аль-Андалус. Аль-Андалус был организован как провинция, подчинённая Ифрикии, поэтому в течение первых нескольких десятилетий правители аль-Андалуса назначались эмиром Кайруана, а не халифом в Дамаске. Региональная столица была установлена в Кордове.
Небольшая армия, возглавляемая Тариком во время первоначального завоевания, состояла в основном из берберов, в то время как арабские силы Мусы, насчитывавшие более 12 000 солдат, сопровождались группой мавалиев (араб, موالي), то есть неарабских мусульман, которые были клиентами арабов. Берберские солдаты, сопровождающие Тарика, имели гарнизоны в центре и на севере полуострова, а также в Пиренеях, а последовавшие за ними берберские колонисты поселились во всех частях страны, на севере, востоке, юге и западе. Лордам-вестготам, которые согласились признать мусульманскую сюзеренитет, было разрешено сохранить свои владения (в частности, в Мурсии, Галисии и долине Эбро). Сопротивляющиеся вестготы нашли убежище в кантабрийском высокогорье, где они вырезали очаговое государство, королевство Астурия.
В 720-х годах губернаторы Аль-Андалуса предприняли несколько набегов саиф на Аквитанию, но были побеждены герцогом Эдом Великим в битве при Тулузе (721 год). Однако, после поражения на востоке Пиренеев берберца Усмана ибн Наисы, который был союзником Эда, Абд ар-Рахман ибн Абдуллах возглавил экспедицию на север через западные Пиренеи и победил герцога Аквитании, который, в свою очередь, обратился за помощью к франкскому лидеру Карлу Мартелу, предлагая поставить себя под суверенитетом Каролингов. В битве при Пуатье в 732 году армия Аль-Андалуса была разбита Карлом Мартелем. В 734 году андалусийцы начали набеги на восток, захватив Авиньон и Арль, и захватили большую часть Прованса. В 737 году они отправились в долину Роны, дойдя на севере до Бургундии. Карл Мартелл при содействии короля лангобардов Лиутпранда вторгся в Бургундию и Прованс и изгнал захватчиков в 739 году.
В первые годы после завоевания отношения между арабами и берберами в Аль-Андалусе были напряжёнными. Берберы значительно превосходили по численности арабов, выполняли основную часть боевых действий и получили более суровые обязанности (например, гарнизон в более проблемных районах). Хотя у некоторых арабских губернаторов были свои берберские заместители, другие жестоко обращались с ними. Мятежи берберских солдат были частыми; Например, в 729 году берберский полководец Муннус восстал и на какое-то время сумел создать мятежное государство в Серданье.
В 740 году в Магрибе (Северная Африка) вспыхнуло берберское восстание. Для того, чтобы подавить восстание, Омейядский халиф Хишам направил большую арабскую армию из Сирии, в Северную Африку. Но большая армия Омейядов была разбита берберскими повстанцами в битве при Багдуре (в Марокко). Воодушевлённые победами своих североафриканских братьев, берберы Аль-Андалуса быстро подняли восстание. Берберские гарнизоны на севере Пиренейского полуострова взбунтовались, свергли своих арабских командиров и организовали большую повстанческую армию для похода на опорные пункты Толедо, Кордовы и Альхесираса.
В 741 году Балж ибн Бишр переплыл с 10-тысячным отрядом через Гибралтарский пролив. Арабский губернатор Аль-Андалуса, к которому присоединились эти силы, разгромил берберских повстанцев в серии жестоких сражений в 742 году. Однако между сирийскими полководцами и андалусийцами, так называемыми «первыми арабами», разгорелась ссора. Сирийцы разгромили их в упорной битве при Аква Порторе в августе 742 года, но их было слишком мало, чтобы взять власть в провинции.
Ссора была урегулирована в 743 году, когда Абу-ль-Хадар аль-Хусам, новый правитель Аль-Андалуса, назначил сирийцам владения в Аль-Андалусе. Полк (джунд) Дамаска находился в Эльвире (Гранада), Иорданский джунд в Райю (Малага и Арчидона), Палестинский джунд в Медина-Сидония и Хересе, джунд Хомса в Севилье и Ньебла, а джунд Киннсрина в Хаэн. Египетский джунд был разделён между Бежей (Алентежу) на западе и Тудмиром (Мурсией) на востоке. Прибытие сирийцев значительно увеличило арабский элемент на Пиренейском полуострове и помогло укрепить мусульманскую власть на юге. Однако в то же время, не желая быть управляемыми, сирийские джунды продолжали существовать автономно, серьёзно дестабилизируя власть губернатора Аль-Андалуса.
Вторым значительным последствием восстания стало расширение Королевства Астурия, которое до сих пор ограничивалось анклавами в Кантабрийском нагорье. После того, как мятежные берберские гарнизоны эвакуировались из северных пограничных крепостей, христианский король Астурии Альфонсо I решил немедленно захватить для себя пустые форты, быстро присоединив в своё молодое королевство северо-западные провинции Галисии и Леона. Астурийцы эвакуировали христианское население из городов и деревень Галисийско-Леонской низменности, создав пустую буферную зону в долине реки Дору («Пустыня Дуэро»). Эта недавно опустошенная граница оставалась примерно на том же месте в течение следующих нескольких веков в качестве границы между христианским севером и исламским югом. Между этой границей и его центральным районом на юге у государства Аль-Андалус было 3 больших марки (сугур): нижняя марка (столица первоначально в Мериде, позже Бадахосе), средняя марка (с центром в Толедо) и верхняя марка (с центром в Сарагосе).
Эти беспорядки также позволили франкам, теперь находящимся под руководством Пипина Короткого, вторгнуться в стратегическую полосу Септимании в 752 году, надеясь лишить Аль-Андалус лёгкой стартовой площадки для набегов на Францию. После длительной осады последняя арабская крепость, цитадель Нарбонны, наконец, пала франкам в 759 году. Аль-Андалус был изолирован в Пиренеях.
Третьим следствием берберского восстания стал крах власти Омейядского халифата над западными провинциями. Западные провинции Магриба и Аль-Андалуса вышли из-под контроля омейядских халифов, отвлеченных Аббасидской революцией на востоке. Примерно с 745 года, фихриды, знаменитый местный арабский клан, произошедший от Укба ибн Нафи аль-Фихри, захватили власть в западных провинциях и управляли ими почти как своей собственной частной империей — Абд ар-Рахман ибн Хабиб аль-Фихри в Ифрикия и Юсуф аль-Фихри в Аль-Андалусе. Фихриды приветствовали падение Омейядов на востоке в 750 году и стремились достичь взаимопонимания с Аббасидами, надеясь, что им будет позволено продолжить их автономное существование. Но когда Аббасиды отклонили это предложение и потребовали подчинения, Фихриды объявили независимость и, вероятно, несмотря на это, пригласили свергнутые остатки клана Омейядов укрыться в своих владениях. Это было роковое решение, о котором они вскоре пожалели, поскольку Омейяды, сыновья и внуки халифов, имели более законное право быть правителями, чем сами фихриды. Мятежные местные князья, разочарованные самодержавным правлением фихридов, сговорились с прибывающими Омейядами.

### Эмират Омейядов и Халифат Кордовы
В 756 году сосланный Омейядский принц Абд ар-Рахман I (по прозвищу ад-Дахиль, то есть «иммигрант») вытеснил Юсуфа аль-Фихри и стал эмиром Кордовы. Он отказался подчиниться халифу Аббасидов, поскольку те убили большую часть его семьи. За 30 лет он установил правление над большей частью Аль-Андалуса, преодолев сопротивление как семьи аль-Фихри, так и Аббасидских халифов.
В течение следующих полутора столетий его потомки оставались эмирами Кордовы с номинальным контролем над остальной частью Аль-Андалуса и иногда западными частями Северной Африки (Магриба), но с реальным контролем, особенно над марками вдоль христианской границы, колеблющимися в зависимости от компетенции отдельного эмира. Действительно, сила эмира Абдуллаха ибн Мухаммада не выходила за пределы самой Кордовы. Но его внук Абд ар-Рахман III, сменивший его в 912 году, не только быстро восстановил власть Омейядов по всему Аль-Андалусу, но и распространил её на запад Северной Африки. В 929 году он провозгласил себя халифом, подняв эмират на позицию, конкурирующую в престижности не только с Аббасидским халифом в Багдаде, но также и Фатимидским халифом в Тунисе, с которым он боролся за контроль над Северной Африкой.
Период Кордовского халифата рассматривается как золотой век Аль-Андалуса. Сельскохозяйственные культуры, выращиваемые с использованием ирригации, наряду с продуктами питания, импортируемыми с Ближнего Востока, обеспечивали район вокруг Кордовы и некоторые другие города Аль-Андалуса с сельскохозяйственным экономическим сектором, который был самым передовым в Европе на тот день, что вызвало арабскую сельскохозяйственную революцию. Среди европейских городов, Ко́рдова с населением около 500 тысяч человек, в конце концов обогнал Константинополь как самый большой и процветающий город в Европе. В исламском мире Кордова была одним из ведущих культурных центров. Работа его наиболее известных учёных и философов (в частности, Абулькасис и Аверроэс) оказала большое влияние на интеллектуальную жизнь средневековой Европы.
Мусульмане и немусульмане часто приезжали из-за рубежа, чтобы учиться в знаменитых библиотеках и университетах Аль-Андалуса, в основном, после повторного завоевания Толедо в 1085 году и создания переводческих учреждений, таких как Толедская школа переводчиков. Самым известным из них был Майкл Скот (ок. 1175 — ок. 1235), который увёз в Италию работы Ибн Рушд|Ибн Рушда («Аверроэс») и Ибн Сины («Авиценна»). Эта передача идей существенно повлияла на формирование европейского Ренессанса.

### Таифский период
Халифат Кордовы фактически рухнул во время разрушительной гражданской войны между 1009 и 1013 годами, хотя окончательно не был отменён до 1031 года, когда Аль-Андалус распался на ряд в основном независимых мини-государств и княжеств, называемых тайфами. Вторгшиеся в 1013 году берберы расправились с жителями Кордовы, разграбили город и сожгли дворцовый комплекс. После 1031 года тайфы, как правило, были слишком слабы, чтобы защитить себя от повторных набегов и требований дани от христианских государств на севере и западе, которые были известны мусульманам как «галисийские народы», и которые распространились из своих первоначальных крепостей в Галисии, Астурии, Кантабрии, Стране Басков и Каролингской испанской марке и стали королевствами Наварры, Леона, Португалии, Кастилии и Арагона и графства Барселоны. В конечном итоге набеги превратились в завоевания, и в ответ правители тайф были вынуждены обратиться за помощью к Альморавидам, мусульманским берберским правителям Магриба. Однако в конечном итоге Альморавиды стали завоевывать и аннексировать тайфы.

### Альморавиды, Альмохады и Мариниды
В 1086 году мусульманские князья в Иберии пригласили правителя Марокко Альморавида Юсуфа ибн Ташфина для защиты их от Альфонсо VI, короля Кастилии и Леона. В том же году Юсуф ибн Ташфин пересёк проливы в Альхесирасе и нанёс серьёзное поражение христианам в битве при Заллаке. К 1094 году Юсуф ибн Ташфин сместил всех мусульманских правителей в Иберии и аннексировал их государства, кроме Сарагосы. Он также вернул захваченную христианами Валенсию.
После победы Абу Юсуфа Якуба аль-Мансура над Альфонсо VIII, монархом Королевства Кастилии, в битве при Аларкосе в 1195 году на смену Альморавидам пришли Альмохады, ещё одна берберская династия. В 1212 году коалиция христианских королей под предводительством Альфонсо VIII Кастильского победила Альмохадов в битве при Лас-Навас-де-Толосе. Альмохады продолжали править Аль-Андалусом в течение ещё одного десятилетия, хотя со значительно уменьшенной властью и престижем. Гражданские войны после смерти Абу Якуба Юсуфа II быстро привели к восстановлению тайф. Тайфы, недавно обретшие независимость, но теперь ослабленные, были быстро завоеваны Португалией, Кастилией и Арагоном. После падения Мурсии (1243 год) и Алгарве (1249 год), только Гранадский эмират выжил как зависимое от Кастилии государство до 1492 года. Большая часть его дани была заплачена золотом, которое было доставлено в Иберию из современного Мали и Буркина-Фасо через торговые пути Сахары.
Последней мусульманской угрозой для христианских королевств стал рост Маринидов в Марокко в XIV веке. Они взяли Гранаду в свою сферу влияния и заняли некоторые её города, такие как Альхесирас. Однако они не смогли взять Тарифу, которая продержалась до прибытия кастильской армии во главе с Альфонсо XI. Кастильский король, с помощью Афонсу IV Португальского и Педро IV Арагонского, окончательно победил Маринидов в битве при Саладо в 1340 году и взял Альхесирас в 1344 году. Гибралтар, тогда находившийся под властью Гранады, был осаждён в 1349—1350 годах. Альфонсо XI и большая часть его армии погибли в результате Чёрной смерти. Его преемник, Педро Кастильский, заключил мир с мусульманами и обратил своё внимание на христианские земли, начав период почти 150 лет восстаний и войн между христианскими государствами, которые обеспечили выживание Гранады.

### Эмират Гранада, его падение и последствия
С середины XIII до конца XV века единственным оставшимся владением Аль-Андалуса был Гранадский эмират, последний оплот мусульман на Пиренейском полуострове. Эмират был основан Мухаммадом ибн аль-Ахмаром в 1230 году и управлялся династией Насридов, самой долгоживущей правящей династией в истории Аль-Андалуса. Несмотря на то, что эмират был окружён кастильскими землями, он был богат, благодаря тесной интеграции в средиземноморские торговые сети и пережил период значительного культурного и экономического процветания. Тем не менее, на протяжении большей части своего существования Гранада была зависимым государством, а эмиры Насриды платили дань кастильским королям. Статус Гранады как зависимого государства и его выгодное географическое положение, со Сьерра-Невадой как естественный барьер помогла продлить правление Насридов и позволила эмирату процветать в союзе с Магрибом и остальной частью Африки. Город Гранада также служил убежищем для мусульман, спасающихся бегством во время Реконкисты, принимая многочисленных мусульман, изгнанных из районов, контролируемых христианами, удвоив размер города и даже став одним из крупнейших в Европе в течение XV века с точки зрения населения.
В 1469 году брак Фердинанда Арагонского и Изабеллы Кастильской ознаменовал начало последнего штурма эмирата. Король и королева убедили папу Сикста IV объявить войну крестовым походом. Католические монархи подавляли один очаг сопротивления за другим, пока, наконец, 2 января 1492 года, после длительной осады, последний султан эмирата Мухаммед XII (Боабдиль) сдал город и крепость дворец, известный как Альгамбра.
К этому времени мусульман в Кастилии насчитывалось полмиллиона. После падения «100 000 человек погибли или были порабощены, 200 000 эмигрировали, а 200 000 остались в качестве остаточного населения. Многие из мусульманской элиты, включая Мухаммада XII, которому в качестве княжества дали район гор Альпухарры, нашли жизнь под христианским правлением невыносимым и переехали в Северную Африку». По условиям капитуляции 1492 года мусульманам в Гранаде было разрешено продолжать исповедовать свою религию.
Массовое насильственное обращение мусульман в 1499 году привело к восстанию, которое распространилось на Альпухарры и горы Ронды; после этого восстания капитуляции были отменены. В 1502 году католические монархи издали указ о принудительном обращении в христианство всех мусульман, живущих под властью Кастилии, хотя в королевствах Арагона и Валенсии открытая практика исповедания ислама была разрешена до 1526 года. Потомки мусульман были подвергнуты изгнанию из Испании между 1609 и 1614 годами. Последнее массовое преследование против морисков за криптоисламские практики произошел в Гранаде в 1727 году, а большинство осуждённых получили относительно лёгкие приговоры. С тех пор местный ислам считается ликвидированным в Испании.

## Этносоциальные группы населения Пиренейского полуострова в мусульманской Испании
- Мавры — собственно североафриканские мусульмане: арабы (30—40% населения), составлявшие привилегированную элиту халифата, и берберы (5—10% населения), наёмные воины и чиновники мусульманского государственного аппарата, говорившие на берберском языке и использовавшие арабский в официальных ситуациях.
- Муваллады — бывшие христиане романского происхождения, принявшие ислам и практически полностью слившиеся с мусульманами (5%).
- Мудехары — ремесленники и земледельцы, мусульмане, оставшиеся в отвоёванных христианами землях.
- Ренегаты — бывшие христиане, недавно принявшие ислам и воевавшие на стороне мусульман.
- Мориски — крестьяне и ремесленники из мусульман, добровольно или насильственно обращённые в христианство в контролируемых христианами землях.
- Сефарды — романоязычные евреи Пиренейского полуострова.
- Марраны — насильственно обращённые в христианство сефарды.
- Мосарабы — группы романоязычных христиан, проживавших на контролируемых мусульманами землях.
- Христиане — группы романоязычных католиков европейского происхождения, доминировавшие на севере страны.
- Исконные христиане — привилегированные, начиная с последнего этапа Реконкисты, группы романоязычных потомственных католиков.

## Учёные Аль-Андалуса
- Маймонид
- Аббас ибн Фирнас
- Абу Убайд аль-Бакри
- Абу-ль-Касим аз-Захрави («Альбукасис»)
- Аз-Заркали
- Аль-Каласади
- Джабир ибн Афлах («Geber Hispalensis»)
- Ибн аль-Байтар
- Шломо Ибн Габироль
- Ибн Зухр
- Ибн аль-Сид из Бадахоса
- Ибн Рушд («Аверроэс»)
- Авраам ибн Эзра

## В кинематографе
- Завоевание Андалусии — кувейтско-сирийский сериал 2022 года.